# Danielle Campbell
Danielle Marie Campbell (Hinsdale, 30 de janeiro de 1995) é uma atriz norte-americana, mais conhecida por interpretar Davina Claire na série de televisão The Originals.

## Biografia
Campbell cresceu na cidade de Hinsdale em Illinois, nos Estados Unidos Seus pais se chamam Georganne Campbell e John Campbell; e ela ainda tem um irmão caçula chamado de Johnny Campbell. Em meados de 2005, a Danielle Campbell tinha dez anos quando foi descoberta em um salão de beleza na cidade de Chicago.

## Carreira
Campbell estreou a sua carreira artística como atriz na série de televisão "Prison Break", ao interpretar a personagem Gracey Hollander, fazendo aparição em cinco episódios. Logo em seguida, ela apareceu no comercial nacional da "Build-A-Bear Workshop" dos Estados Unidos e fez sua estreia no cinema no papel de Darla no filme "The Poker House".
Em 2010, ela apareceu na série de televisão "Zeke and Luther" (do Disney XD) como papel de Dani, antes de protagonizar o filme para a televisão "Starstruck" (2010), interpretando a personagem Jessica Olson no mesmo ano. Em 2011, estrelou o filme "Prom", como a intérprete de Simone Daniels; no filme ela atua ao lado de Nicholas Braun, Nolan Sotillo e Aimee Teegarden.
Em 2013, foi escalada para o elenco principal da série de televisão "The Originals", exibida pelo canal The CW nos Estados Unidos, interpretando uma bruxa de dezesseis anos chamada Davina Claire, que é um membro do chamado Quartel Francês da cidade de Nova Orleães, e a única filha adotiva do vampiro Marcel Gerard (interpretado por Charles Michael Davis). Na série da The CW, a sua personagem faz par romântico com atores Nathaniel Buzolic e depois com Daniel Sharman.
Em 2015, a atriz estrelou o filme "Race To Win", no papel de Hannah Rhodes.
Em 2016, estrelou o filme "F*&% The Prom", ao lado do ator Joel Courtney, contudo o filme só foi lançado no final de 2017.
Ainda em 2017, Danielle teve a chance de aparecer em alguns episódios da série de televisão "Runaways".
A atriz também gravou a web-série "Alive In Denver", ao lado do ator Nathan Kress do seriado "iCarly", que está prevista para 2018.
Em 2018, Danielle entrou para o elenco recorrente da série de televisão de "Famous In Love". Em 2018, também fez uma participação especial no filme "The Grand Son"; e também virou a protagonista da série de televisão "Tell Me A Story", onde interpretou Kayla Powell na primeira temporada e Olivia Moon na segunda, ao lado do ator Paul Wesley.
Em 2018, também foi confirmado que Danielle faria uma participação especial do projeto de televisão "Shrimp" de uma amiga.
Ainda nos projetos de 2018, ela participou de projetos de atriz que levam os títulos de: no elenco principal do filme "Ghost Light", uma participação especial na televisão de "American Pets" e ainda está no elenco principal de "You Can Choose Your Family".

## Filmografia
| Ano       | Título                        | Papel                              | Notas                                                                       |
| --------- | ----------------------------- | ---------------------------------- | --------------------------------------------------------------------------- |
| 2006–2007 | Prison Break                  | Gracey Hollander                   | 5 episódios                                                                 |
| 2010      | Zeke and Luther               | Dani                               | Episódio: "Double Crush"                                                    |
| 2012      | Drop Dead Diva                | Carla Middlen                      | Episódio: "Family Matters"                                                  |
| 2013–2018 | The Originals                 | Davina Claire                      | Elenco principal temporadas: 1,2,3 / Participação Especial temporadas 4 e 5 |
| 2017      | Marvel's Runaways             | Eiffel                             | Participações especiais                                                     |
| 2018      | Alive In Denver               | Liz                                | Elenco principal                                                            |
| 2018      | Famous In Love                | Harper Tate                        | Recorrente                                                                  |
| 2018      | Shrimp                        |                                    | Participação especial                                                       |
| 2018      | All American                  | Hadley                             | Participação especial                                                       |
| 2018-2019 | Tell Me a Story               | Kayla Powell (S1) Olivia Moon (S2) | Elenco principal                                                            |
| 2024–2025 | The Rookie                    | Blair London                       |                                                                             |
| 2025      | The Waterfront                | Peyton Buckley                     | Papel principal                                                             |
| 2025      | Monster: The Original Monster |                                    |                                                                             |

| Ano  | Título                     | Papel            | Notas                       |
| ---- | -------------------------- | ---------------- | --------------------------- |
| 2008 | The Poker House            | Darla            | Participação especial       |
| 2010 | Starstruck                 | Jessica Olson    | Protagonista                |
| 2011 | Prom                       | Simone Daniels   | Elenco principal            |
| 2012 | Madea's Witness Protection | Cindy Needleman  | Protagonista                |
| 2015 | Race To Win                | Hannah Rhodes    | Protagonista                |
| 2016 | F*&% the Prom              | Madelaine Datner | Estrelado com Joel Courtney |
| 2018 | You Can Choose Your Family | Allison          | Elenco principal            |
| 2018 | The Grand Son              | Halle            | Participação especial       |
| 2018 | Ghost Light                | Juliet Miller    | Elenco principal            |

| Ano  | Título                | Papel  | Notas       |
| ---- | --------------------- | ------ | ----------- |
| 2008 | Build-A-Bear Workshop | Menina | Papel menor |